# Croton tridentatus
Croton tridentatus är en törelväxtart som beskrevs av Carl Friedrich Philipp von Martius och Johannes Müller Argoviensis. Croton tridentatus ingår i släktet Croton och familjen törelväxter. Inga underarter finns listade i Catalogue of Life.